# فاليس (أوكلاهوما)
فاليس (بالإنجليزية: Fallis, Oklahoma)‏ هي بلدة أمريكية تقع في الولايات المتحدة في مقاطعة لينكون، أوكلاهوما. يقدر عدد سكانها بـ 27 نسمة ومساحتها 0.9 كم2 وترتفع عن سطح البحر 296 متر.